# Thrown to the Lions
Thrown to the Lions è un film muto del 1916 diretto da Lucius Henderson. Il film, prodotto e distribuito da Universal Film Manufacturing Company (con il nome Red Feather Photoplays), uscì nelle sale il 24 aprile 1916. Di impianto drammatico, la sceneggiatura di Norbert Lusk si basa su un soggetto scritto per il cinema da Wallace Irwin.

## Trama
Nel difficile mondo dello spettacolo, la cabarettista Linnie Carter cerca di mantenere la sua onorabilità e innocenza, respingendo le lusinghe di cui viene fatta oggetto. Uno dei suoi corteggiatori è Harry Sullivan, un gangster che, un giorno, la chiede in moglie. Lei, fiduciosa, acconsente. Non sa, però, che la cerimonia sarà una messa in scena: verrà salvata dai suoi amici Irma e Billy, che - rendendosi conto che le nozze sono fasulle - riescono a metterla in guardia contro Harry. Dopo aver rotto con lui, Linnie si fidanza con Bryce, un procuratore distrettuale. Harry, per vendicarsi, mente a Bryce sul rapporto che lo legava a Linnie, facendogli intendere che loro due erano stati amanti. Sola e abbandonata, Linnie si rivolge a Billy, accorgendosi alla fine che lui è stato l'unico vero amore della sua vita.

## Produzione
Il film fu prodotto dalla Universal Film Manufacturing Company come Red Feather Photoplays.

## Distribuzione
Il copyright del film, richiesto dalla Universal Film Mfg. Co., Inc., fu registrato il 27 marzo 1916 con il numero LP7931.

Distribuito negli Stati Uniti dalla Universal Film Manufacturing Company (come Red Feather Photoplays), il film uscì nelle sale cinematografiche il 24 aprile 1916.
Non si conoscono copie ancora esistenti della pellicola che viene considerata presumibilmente perduta.